# Lazzate
Lazzate est une commune de la province de Monza et de la Brianza, dans la région Lombardie, en Italie.

## Administration
| Période                                  | Période  | Identité       | Étiquette     | Qualité |
| ---------------------------------------- | -------- | -------------- | ------------- | ------- |
| 30 mai 2006                              | En cours | Riccardo Monti | Ligue du Nord |         |
| Les données manquantes sont à compléter. |          |                |               |         |

### Communes limitrophes
Bregnano, Cermenate, Lentate sul Seveso, Rovellasca, Misinto.

## Jumelages
Depuis le 24 septembre 2005, jumelage avec Le Bois-Plage-en-Ré (Île de Ré - France).